# Arnaud Courlet de Vregille
Arnaud Courlet de Vregille (n. 5 martie 1958, Bourges) este un pictor francez.

## Biografie
Provenind dintr-o familie din Franche-Comté a cărei descendență coboară până în secolul XVI la Otto Van Veen (maestrul lui Rubens), Arnaud Courlet de Vregille începe să deseneze de la o vârstă fragedă, angajându-se ulterior în pictură : tablouri, pictură murală (frescă), decoruri de teatru. Talentul îi este recunoscut în 1993, când l'Institut d’études supérieures des arts din Paris îi acordă un premiu pentru lucrarea Laisse-moi, achiziționată de către Ministerul Finanțelor pentru decorarea centrului administrativ din Bobigny.
În prezent trăiește la Besançon (Doubs), unde își urmează parcursul artistic.

## Stil

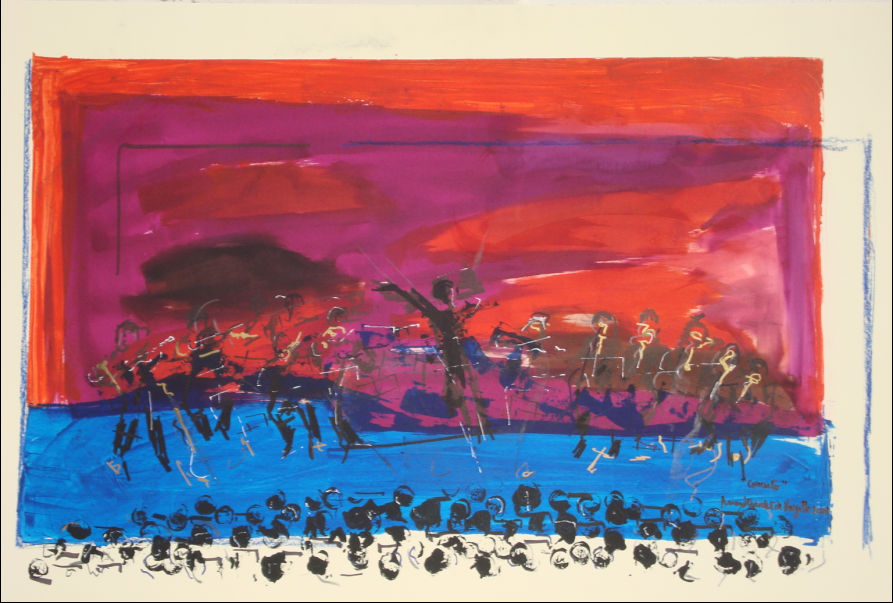
Concerto (2006, acrylique, 120 x 80 cm)

Who’s Who Art îi califică arta drept o „abstracție lirică”, „futurism”, „pictură spontană”. În 2004, Enciclopedia de Arte din Franche-Comté îi va consancra un articol : 
„Pictor atipic, el caută în cadrul abstractizării apariția îndepărtată a figurativului. Pictura sa exprimă căldura unui real torturat, născut parcă dintr-o piele colorată. Conform cuvintelor artistului, pânzele realizate sunt create deopotrivă sub imperiul impulsului, cât și în urma unei faze de condensare, rodul unei lungi pregătiri lăuntrice. Își înconjoară anumite opere cu un cerc de singuratate, adesea ascuns, a cărui implozie sugerează momentul în care realitatea se fisurează și se dispersează pentru a revela invizibilul, aducând la lumină realitatea sa enigmatică. Emoția care străbate picturile sale pare să se nască din a sa mișcare, violență și lumină.”
Cu ocazia expoziției bicentenarului lui Claude Nicolas Ledoux la Consiliul General din Doubs și la Saline royale d'Arc-et-Senans (site înscris în Patrimoniul Mondial UNESCO), catalogul Le deuxième regard a scris : „Pictura lui Courlet de Vregille intră într-o relație aproape naturală cu inspirația lui Ledoux ; ambii explorează acele căi pe care Bachelard le numea imaginarul material, acel spațiu al spiritului în care converg și se întâlnesc toate artele..”
„Urmând un trend actual, privirea unei arte asupra unei alteia, rezumând într-o viziune proprie admirația vie a unei noi descoperi”, portretul fraților Lumière, Lumière ou Projection privée (Lumină sau Proiecție privată) este expus la Eden Théâtre din Ciotat.

## Expoziții

### Saloane

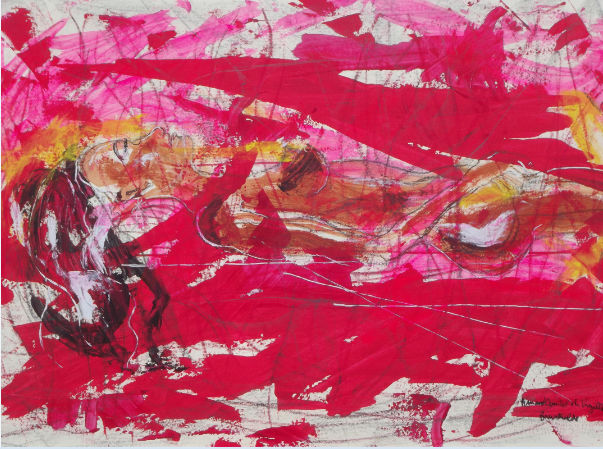
Brünnhilde (2012, Acrylique, 120 x 80 cm)

- Festival de Peinture et de Sculpture de Belfort (Belfort, 2008, 2007)
- Salon Victor Chocquet Ministère des Finances (Paris, 2007, 2001, 2000, 1999, 1998, 1997, 1996, 1995)
- Exposition pour le bicentenaire du Cadastre, école nationale du Cadastre (Toulouse, 2007)
- Exposition Désert Art’ique (Besançon, 2006)
- Exposition pour le bicentenaire de Claude Nicolas Ledoux (Besançon, Conseil Général, 2006)
- Saline royale d’Arc-et-Senans, (Arc-et-Senans 2006)
- Château de Syam (Syam, 2005)
- Salon National de Peinture et Sculpture des Armées (Château de Vincennes, 2002)
- Salon de Peinture et Sculpture des Armées Nord-est (Douai, 2002)
- Galerie Everarts (Paris, 2001)
- Exposition décoration Cité Administrative de Bobigny (Paris, 1993)
- Galerie Barthélémy (Besançon, 1993)

#### Juriul Expoziției din Paris
- Laurence Cavy, Christie’s
- Françoise de Perthuis, Gazette Drouot
- Claude Maruno, Expert în arta secolului XIX și artă contemporană
- Edmond Laznikas, Critic
- Georges Véaud, Președinte al Société Historique et Archéologique, Paris (XIV×10{{{1}}})
- Jean-Paul Welzer, Expert în pictură contemporană

#### Expozițiile Licitatorilor din Paris
- Pierre Cornette de Saint-Cyr
- Guy Loudemer
- Maître Pillon
- Maître Machoïr

### Expoziții personale

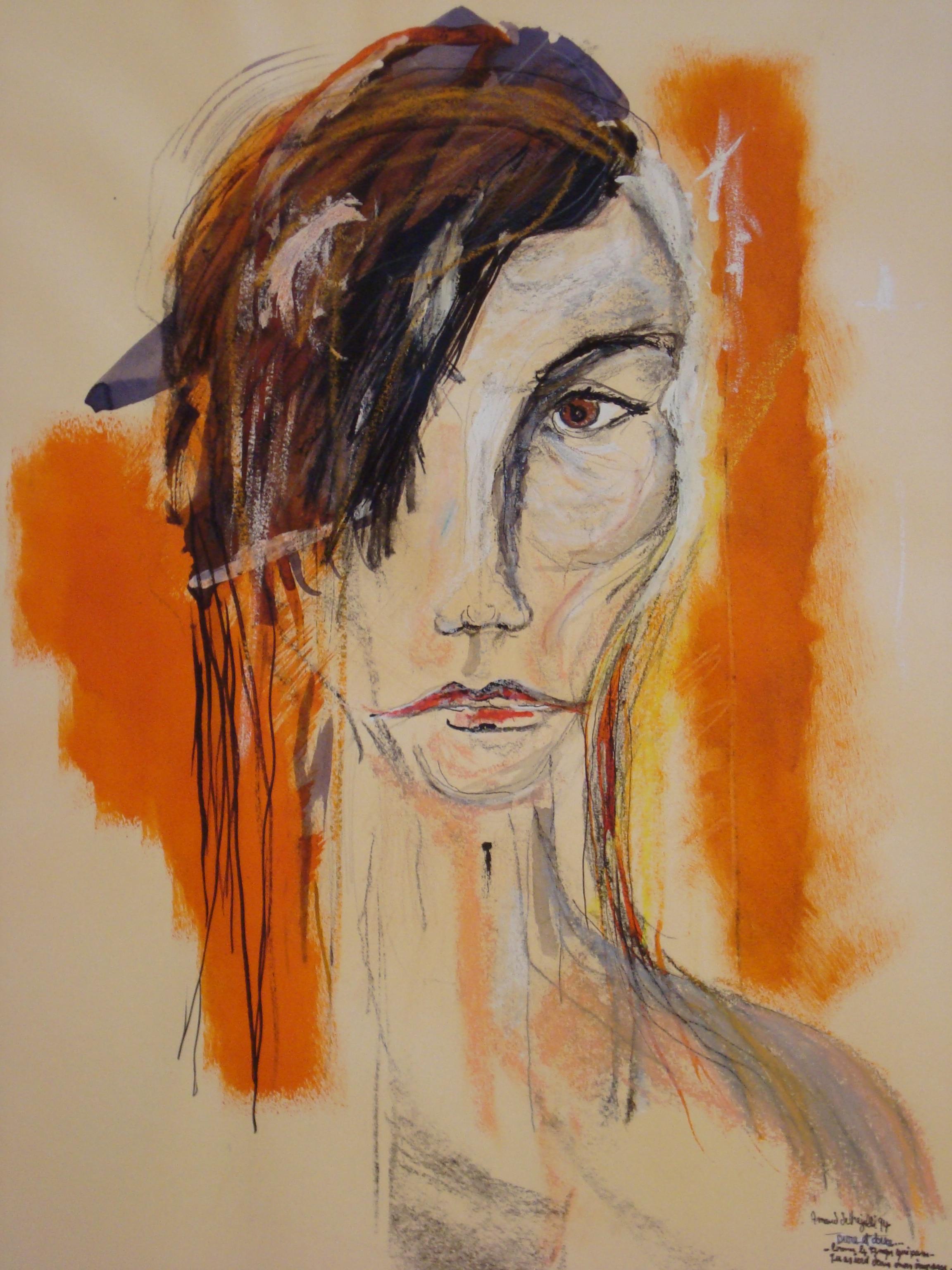
Dure et douce comme le temps qui passe
(1994, pastel et acrylique 60 × 40 cm).

- Espace 7, Atelier d'Antoine Aranda (Besançon, 2014)
- Rectorat Académie de Besançon (Besançon, 2012)
- Salon du livre (Dampierre-sur-Salon 2012, 2009, cu acompaniament muzical de Hasan Bakalli, violonist al l'Orchestre de Besançon Franche-Comté, Pays de Montbéliard)
- Journée du Patrimoine (Dampierre-sur-Salon, Maison Couyba, 2012)
- Pianos Jean Michel Maître (Besançon, 2008)
- Relais culturel des Saintes-Maries-de-la-mer (2001)
- Galerie Everarts (Paris, 2001)
- Atelier Pierre Beuchey (Besançon, 2000)
- Galerie Vauban (Dijon, 1999)
- Avenue George V (Paris, 2014, 1999, 1998)
- Citadelle de Besançon (Besançon, 1996)
- Hôtel de Paris (Besançon, 1994)

### Premii și distincții
- Premiul pentru Poezie, Salon Victor Chocquet (Paris, 2007, Écris pour moi)
- Premiul Argenson, Galerie Everarts (Paris, 2001, Quand le Scarabée d’Or)
- Nominalizare, Salon Victor Chocquet (Paris, 2000, Soliman le Magnifique)
- Mențiune specială, Salon Victor Chocquet (Paris, 1998, Quand le Scarabée d’Or)
- Nominalizare, Salon Victor Chocquet (Paris, 1996, Une heure dans la nuit)
- Mențiune specială, Salon Victor Chocquet (Paris, 1995, Archi)
- Premiul I al l'Institut d'études supérieures des arts de Paris (1993, Laisse-moi)

## Publicații și presă

### Cataloage de expoziții
- Association AC'Bizard (Dampierre-sur-Salon (70), Maison Couyba, 2012, 2009)
- Festival de Peinture et de Sculpture de Belfort (Belfort, 2008, 2007)
- Salon Victor Chocquet Ministère des Finances (Paris, 2007, 2001, 2000, 1999, 1998, 1997, 1996, 1995)
- Galeries Everarts (2001)
- Art concours 1993

### Presă regională
- Est Magazine (octobre 2014)
- L'Est Républicain (2014, 2012, 2007, 2002, 1999, 1998, 1996, 1994, 1993)
- Arts Sports Voyages (2007, 2001, 2000, 1999, 1998, 1997, 1996, 1995)
- La Provence (2005, 2001)

### France Télévision
- Le deuxième regard (octobre 2006)
- La résidence d'artistes (septembre 2002)
- Les artistes rencontrent leur public à l'atelier (septembre 2000)

### Emisiuni de radio
- Radio Shalom (février 2016 ; octobre 2014)
- RCF Radio (octobre 2014 ; septembre 2012)

### Altele
- Couleurs 2016, cu șase reproduceri, Pirey, éd. Néo-Print 25 Pirey, 2015 (cu 50 de exemplare numerotate)